# 459-та ракетна бригада (Україна)
459-та ракетна бригада (459 РБр, в/ч 92657, з 06.90 в/ч 14358, в/ч А1667) — з'єднання ракетних військ Збройних сил України, що існувало у 1992—2004 роках.

## Історія

### Передумови створення
Виведення зі складу ракетних військ радянських СВ ракетних комплексів 9К76 «Темп-С», ОТР-23 «Ока» та їх знищення згідно договору РСМД суттєво ослабило вогневу потужність РВтА СВ. В зв'язку з цим, а також з фактором застарівання оперативно-тактичних ракет Р-17, було прийнято рішення сконцентрувати в з'єднання (ракетні бригади) дивізіонів тактичних ракет «Точка». Загалом формувалось 15 ракетних бригад озброєних РК «Точка», причому майже половина з яких дислокувалась на території України та Білорусі (приклад 465 РБр).

### Формування
459-та ракетна бригада була сформована в місті Тата в Угорщині. Основою формування стали 698-й, 670-й, 338-й, та 347-й окремі ракетні дивізіони, які входили до складу дивізій Південної групи військ. 338-й ракетний дивізіон був переведений з 254 МСД. 1989 року бригада передислоковується в Київський військовий округ в м. Біла Церква, а її склад поповнився 3-м окремим ракетним дивізіоном.
Ракетники одними з перших перейшли під юрисдикцію незалежної України. При переході на найменування в/ч А1667 бойові прапори дивізіонів були здані в архів, а дивізіони стали лінійними: 1,2,3.
З 1998 року з'єднання входить до складу 8-го армійського корпусу військ Північного оперативного командування. За результатами бойової і гуманітарной підготовки бригада неодноразово ставала кращою серед ракетних частин.
В 2003 році 459 ракетна бригада Об'єднаних сил швидкого реагування за підсумками бойової та гуманітарної підготовки визнана кращою серед ракетних частин Збройних Сил України. Напередодні Дня ракетних військ та артилерії, який щорічно відзначається 3 листопада, у цьому формуванні пройшли планові навчання.
В 2004 році бригада була розформована, а її командир був направлений на посаду командира новоствореної 26-ї артбригади в Бердичеві.

## Командування
- полковник Клочко Анатолій Олександрович

## Структура
| Назва                           | Номер частини | Місце дислокації до об'єднання в бригаду | Підпорядкування до входження в бригаду |
| ------------------------------- | ------------- | ---------------------------------------- | -------------------------------------- |
| 338-й окремий ракетний дивізіон | в/ч п/п 63795 | Секешфегервар                            | 254 МСД                                |
| 347-й окремий ракетний дивізіон | в/ч п/п 86734 | Кечкемет                                 | 93 гв. МСД                             |
| 698-й окремий ракетний дивізіон | в/ч п/п 97801 | Сенкерайсободья                          | 13 гв. ТД                              |
| 670-й окремий ракетний дивізіон |               | Тата                                     | 19 гв. ТД                              |